# Mantua (Nova Jersey)
Mantua és una població dels Estats Units a l'estat de Nova Jersey. Segons el cens del 2006 tenia 14.974 habitants.

## Demografia
Segons el cens del 2000, Mantua tenia 14.217 habitants, 5.265 habitatges, i 3.948 famílies. La densitat de població era de 345,2 habitants/km².
Dels 5.265 habitatges en un 36,9% hi vivien nens de menys de 18 anys, en un 62,1% hi vivien parelles casades, en un 9% dones solteres, i en un 25% no eren unitats familiars. En el 21,1% dels habitatges hi vivien persones soles el 7,3% de les quals corresponia a persones de 65 anys o més que vivien soles. El nombre mitjà de persones vivint en cada habitatge era de 2,69 i el nombre mitjà de persones que vivien en cada família era de 3,14.
Per edats la població es repartia de la següent manera: un 26,7% tenia menys de 18 anys, un 6,3% entre 18 i 24, un 33,6% entre 25 i 44, un 22,3% de 45 a 60 i un 11,1% 65 anys o més.
L'edat mediana era de 36 anys. Per cada 100 dones de 18 o més anys hi havia 92,5 homes.
La renda mediana per habitatge era de 58.256 $ i la renda mediana per família de 63.391 $. Els homes tenien una renda mediana de 46.984 $ mentre que les dones 32.495 $. La renda per capita de la població era de 24.147 $. Aproximadament el 2,8% de les famílies i el 3,6% de la població estaven per davall del llindar de pobresa.